# Аллан Хенкок
Аллан Генкок (26 червня 1875 — 31 травня 1965) — американський мільйонер, власник Нафтової компанії Ранчо-Ла-Бреа (Rancho La Brea Oil Company, яку він успадкував від батьків), віце-президент Лос-Анжелеського Ірландського Банку (Los Angeles Hibernian Bank), крупний землевласник. Він відомий своєю філоантропічною та дослідницькою діяльністю. Зокрема він заснував Коледж Аеронавтіки (майбутній Колледж Аллана Хенкока) в долині Санта-Марія, він подарував асфільтові шахти Ла-Бреа округу Лос-Анджелес, також він був секретарем Лосанджелеської симфонічної асоціації. Також він здійснив багато плавань на своїх чотирьох суднах, «Велеро I», «Велеро II» і т. д., з метою дослідження природи Центральної Америки та інших територій. Захоплюючись авіацією, він фінансував проект створення літака «Південний Хрест», що вперше пересік Тихий океан без посадки в 1928 році.